# Guernsey (Iowa)
Guernsey – miasto w Stanach Zjednoczonych, w stanie Iowa, w hrabstwie Poweshiek. Zgodnie ze spisem statystycznym z 2000 roku, miasto liczyło 70 mieszkańców.